# Luigi Ganna

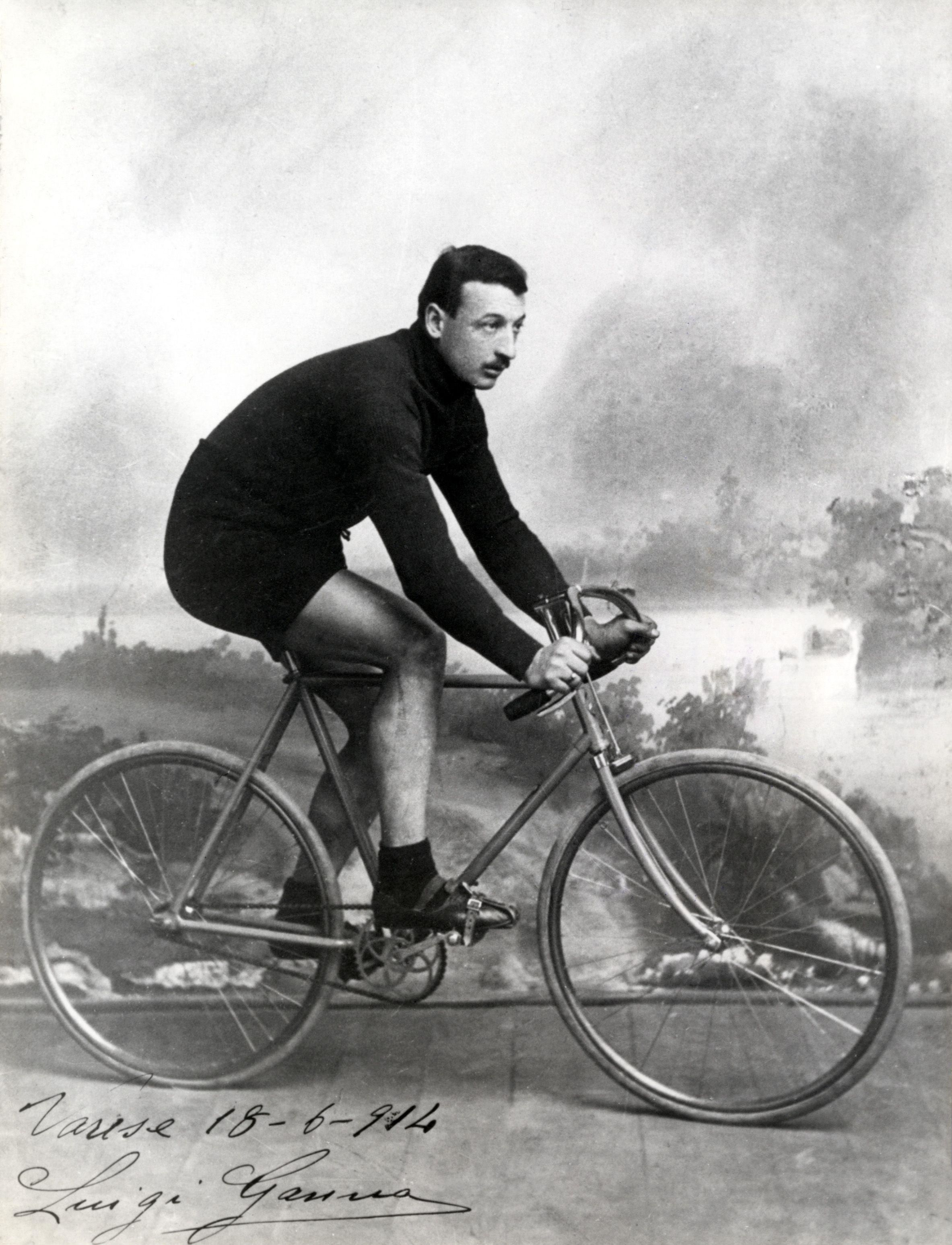
Luigi Ganna.

Luigi Ganna (1 de diciembre de 1883 en Induno Olona - †2 de octubre de 1957) fue un ciclista italiano, de principios del siglo XX y vencedor de la primera edición del Giro de Italia.
El mayor logro de su carrera deportiva fue el triunfo en la clasificación general del Giro de Italia 1909, en la que ganó también tres etapas. En la edición del año siguiente, Ganna logró otras tres victorias de etapa y terminó 3.º en la general.
En su única participación en el Tour de Francia, en la edición de 1908, finalizó en 5.º lugar en la clasificación general.

## Palmarés
1906
- Milán-Piano dei Giovi-Milán
- Coppa Val d'Olona

1907
- San Remo-Ventimiglia-San Remo
- Turín-Milán-Turín
- 2 etapas del Giro de Sicilia

1909
- Giro de Italia, más 3 etapas
- Milán-San Remo

1910
- Milán-Módena
- Giro d'Emilia
- 3 etapas del Giro de Italia
- 2.º en el Campeonato de Italia de ciclismo en ruta

1911
- 1 etapa de la Corsa delle Tre Capitali

1912
- Gran Fondo

## Resultados en las grandes vueltas
| Carrera         | 1907 | 1908 | 1909 | 1910 | 1911 | 1912 | 1913 | 1914 |
| --------------- | ---- | ---- | ---- | ---- | ---- | ---- | ---- | ---- |
| Giro de Italia  | X    | X    | 1º   | 3º   | Ab.  | Ab.  | 5º   | Ab.  |
| Tour de Francia | Ab.  | 5º   | Ab.  | -    | -    | -    | -    | -    |
| Vuelta a España | X    | X    | X    | X    | X    | X    | X    | X    |